# Vision Karls XI.
Vision Karls XI. (frz. Vision de Charles XI) ist eine kleine Novelle des französischen Schriftstellers Prosper Mérimée, die am 26. Juli 1829 in der Literaturzeitschrift „Revue de Paris“ erschien.

## Handlung
Gegen Ende des 17. Jahrhunderts auf dem Alten Schloss in Stockholm – auf der Landspitze von Ritterholm mit Blick auf den Mälarsee gelegen: König Karl XI. hat kürzlich seine Gemahlin Ulrike Eleonore verloren. Nachts sitzt der Monarch in seinen Arbeitszimmer mit Blick auf den großen Saal, in dem sich gelegentlich die Reichsstände versammeln. Als ein Licht im Saal flackert, geht der König der Erscheinung nach. Der Kastellan mit dem Schlüssel sowie Graf Brahe und der Leibarzt folgen.  Der Kastellan warnt den Herrscher vor dem Betreten des Saales. Es heiße, die selige Königin gehe seit ihrem Dahinscheiden darin um.
Dennoch betritt Karl XI. in Hausschuhen den Saal. Seltsam, die Gobelins sind schwarz verhängt. An der Wand läuft für den nächtlichen Besucher ein mit Fackeln erleuchtetes, etwa zehnminütiges Schauspiel ab: Im Beisein der Reichsstände wird ein junger Mann enthauptet – offenbar ein Königsmörder. Dafür sprechen die Insignien des Toten auf dem Thron. Der Kopf des Gerichteten rollt gegen den Fuß des königlichen Zuschauers. Ein Kind mit Krone und Zepter sowie ein Greis stehen neben dem Thron.
Karl XI. kehrt in sein Arbeitszimmer zurück und betrachtet den Blutfleck an seinem Hausschuh.
Der Erzähler meint, dem König sei ein Blick in die Zukunft des schwedischen Königshauses gelungen: Anno 1792 wird Gustav III. von dem Adeligen Ankarström ermordet werden. Jenes Kind – der Königssohn – wird König Gustav Adolf IV. werden. Der Greis neben dem Kinde wäre dann sein Onkel, der Herzog von Södermanland.

## Ausgaben
französisch
- Vision de Charles XI (1845)

deutsch

### Verwendete Ausgabe
- Vision Karls XI. Übersetzer: Alfred Thierbach, S. 239–246 in Prosper Mérimée: Don Juan im Fegefeuer und andere Novellen.  (enthält noch: Die Bartholomäusnacht. Mateo Falcone. Der Sturm auf die Schanze. Die Perle von Toledo. Die Tricktrackpartie. Der doppelte Irrtum. Don Juan im Fegefeuer. Lokis).  Mit einer Einleitung von Herbert Kühn. Dieterich’sche Verlagsbuchhandlung zu Leipzig 1957 (3. Aufl. 1965, Lizenz Rudolf Marx). 476 Seiten